# Joseph Mbouombouo Ndam
Pour les articles homonymes, voir Ndam (homonymie).
Joseph Mbouombouo Ndam est un écrivain et économiste camerounais. Il est l'auteur de plusieurs essais en économie.

## Biographie
Il est titulaire d'un DESS en Banque, monnaie et finance internationale à l'Institut des relations internationales du Cameroun (IRIC) et d'un doctorat en gestion bancaire et monétaire à l'université de Yaoundé II.
Il travaille comme haut cadre de banque et d'établissement de microfinance au Cameroun pendant plusieurs années avant de se consacrer à la recherche et à la facilitation en faveur du secteur monétaire en Afrique centrale. Il est le fondateur et le directeur du cabinet Universal Finance Consult. En 2007, il initie les Rencontres internationales de microfinance (Rim) dont la première édition se tient du 14 au 16 novembre 2016. En janvier 2011, il organise un forum qui réunit une trentaine de responsables d’établissement de microfinance sur la thématique de financement et de refinancement des microfinances au Cameroun.

## Œuvres
- Banque contre microfinance, les enjeux de l'intermédiation financière dans la zone CEMAC, CLE, 2007
- La Microfinance à la croisée des chemins, l'Harmattan, mai 2011, 284 p.[5].
- Le Traitement des opérations au guichet des Institutions de Microfinance, Éditions universitaires européennes, 2019, 119 p.